# Bombardier Flexity Berlin
Bombardier Flexity Berlin – całkowicie niskopodłogowy tramwaj z rodziny Flexity przeznaczony dla Berlina. Został wyprodukowany przez kanadyjski koncern Bombardier Transportation w 2008 r. w czterech odmianach: jednokierunkowej pięcioczłonowej, dwukierunkowej pięcioczłonowej, jednokierunkowej siedmioczłonowej oraz dwukierunkowej siedmioczłonowej.
W grudniu 2020 r. Berliner Verkehrsbetriebe zawarły umowę ramową z Bombardierem na dostawę do 117 nowych tramwajów dwukierunkowych. Przewidziano pojazdy w dwóch wersjach: 30- i aż 50-metrowej. Tramwaje nowo zamówionej generacji będą dostarczane od końca 2022 r., sukcesywnie zastępując pojazdy GT6N. Po zrealizowaniu zamówienia podstawowego liczba tramwajów Flexity w Berlinie wzrośnie do 251.

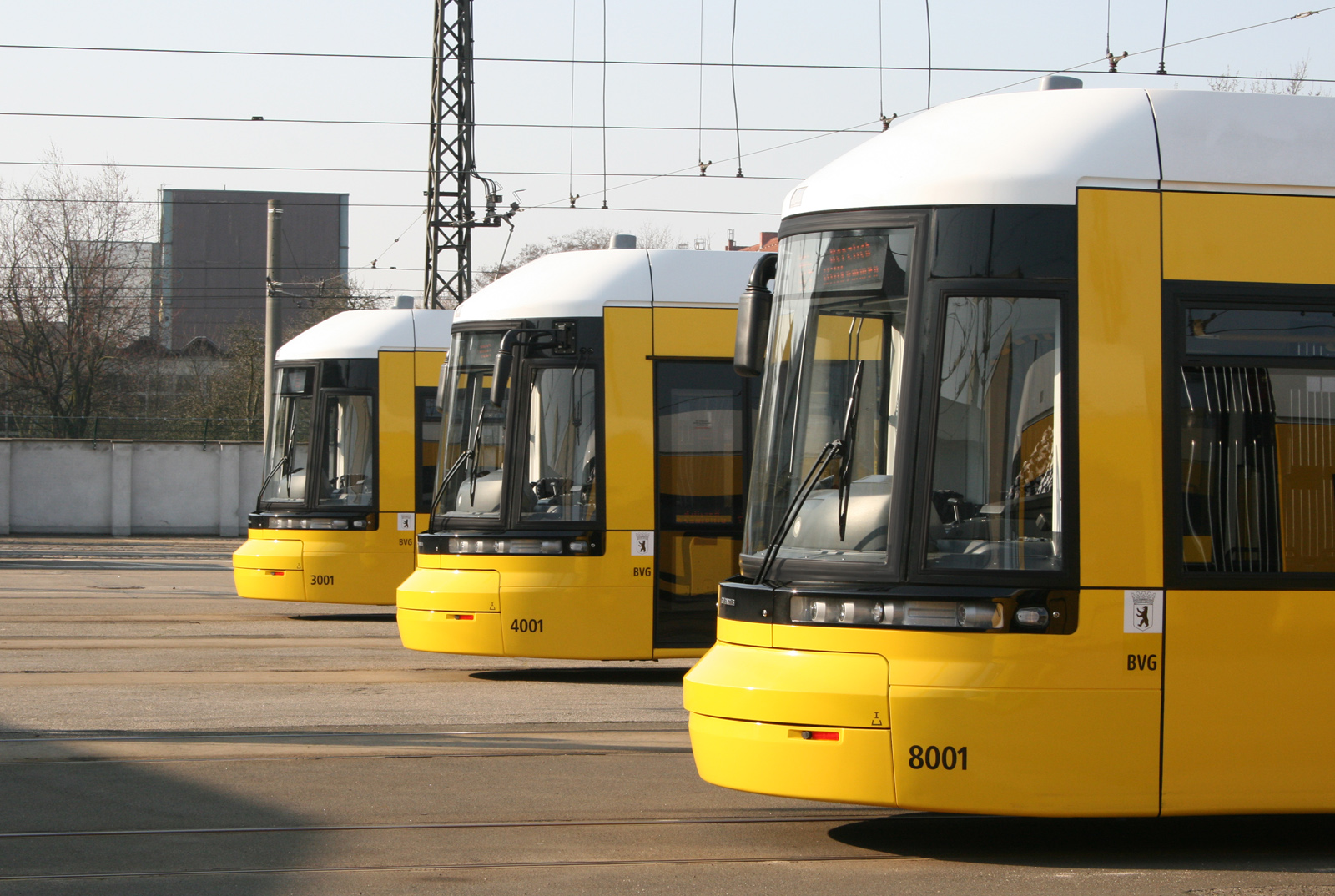
Przód tramwaju
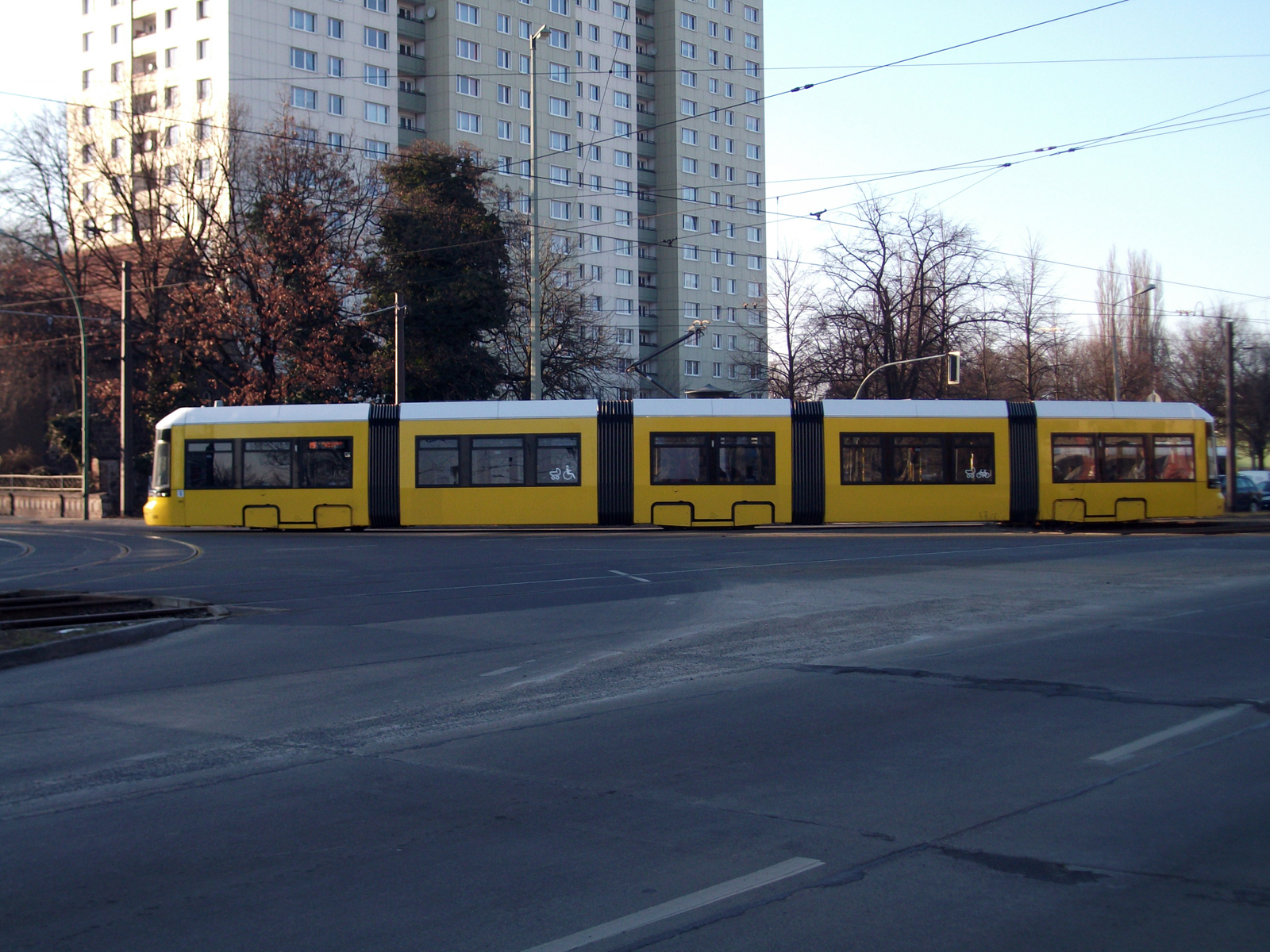
Widok z boku
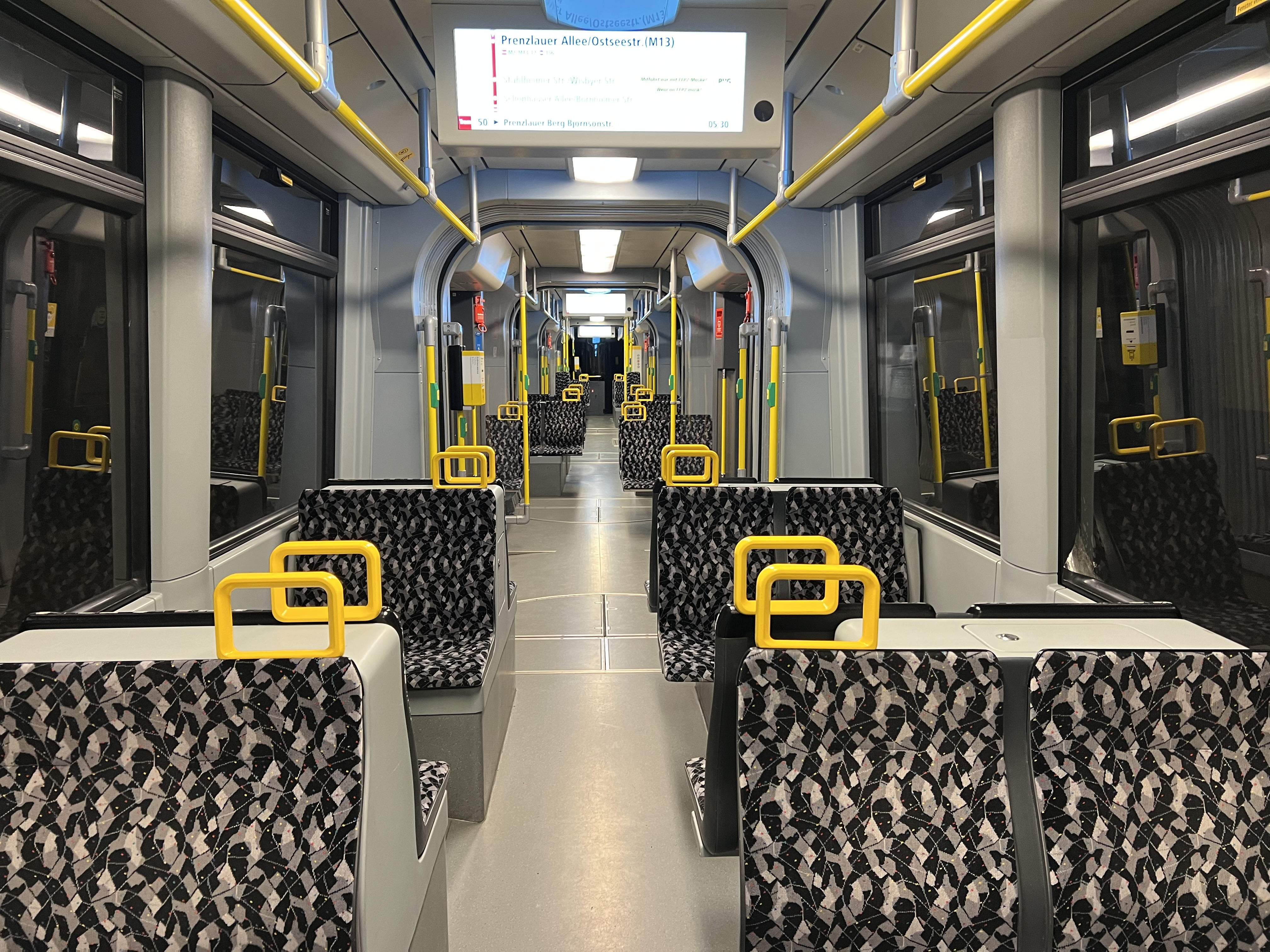
Wnętrze tramwaju